# Maison de La Marck
Pour les articles homonymes, voir La Marck.
La maison de La Marck ou de La Mark est une famille noble du Saint-Empire germanique, issue de la maison de Berg, détenant d'abord en apanage le comté d'Altena, puis, successivement, le comté de La Marck (en allemand : Grafschaft Mark, en abrégé die Mark), le comté de Clèves, enfin les duchés de Juliers et de Berg.
Une branche cadette détient à partir de la fin du XVe siècle le comté de Nevers, puis le comté de Rethel, qui passent en 1593 à la maison de Gonzague.
Une autre branche cadette, celle des La Marck-Aremberg, détient au XVe siècle la seigneurie de Sedan (relevant du royaume de France) et le duché de Bouillon, Sedan devenant un moment une principauté souveraine (1549-1642).

## Histoire

### Origine
Son origine remonte à Évrard Ier d'Altena (mort en 1180), fils aîné d'Adolphe II de Berg (mort en 1160), qui reçoit de son père en apanage le comté d'Altena, constitué autour du château d'Altena (Burg Altena).[réf. nécessaire]

### La branche aînée
Ses descendants agrandissent ce comté vers le nord et acquièrent le château de Mark (Burg Mark), près de Hamm.[réf. nécessaire]
Son petit-fils Adolphe IV d'Altena (mort en 1249) prend le titre de comte de La Marck.[réf. nécessaire]
En 1368, Adolphe III de La Marck (mort en 1394) acquiert le comté de Clèves.
Après cette acquisition, la famille est parfois appelée « seconde maison de Clèves ».[réf. nécessaire]
En 1511, Jean III de Clèves (1490-1539), époux de Marie de Juliers, héritière de la maison de Juliers, acquiert les duchés de Juliers et de Berg.
Cette branche s'éteint en 1633 avec la mort de Madeleine (1553-1633), fille de Guillaume de Clèves (1516-1592) et sœur de Jean-Guillaume de Clèves (1562-1609). Le duché de Clèves passe à la maison de Hohenzollern à la mort de Jean Guillaume, tandis que les duchés de Berg et de Juliers passent à la maison de Wittelsbach en 1632, à la mort d'Anne de Berg (1552-1632), sœur de Jean Guillaume.

### La branche de Nevers-Rethel
Une branche cadette de la famille est issue d'Engilbert (1462-1506), fils de Jean Ier de Clèves (1419-1481) et frère de Jean II (1458-1521). Engelbert reçoit le comté de Nevers en 1491. Son petit-fils François Ier devient aussi comte de Rethel. Cette branche est appelée les Clèves-Nevers et s'éteint en 1633, avec la mort de Catherine de Clèves, comtesse d'Eu (1548-1633) et dernière fille en vie de François 1er.
Sa sœur aînée, Henriette de Clèves, qui a hérité du duché de Nevers et du comté de Rethel à la mort de leur frère Jacques, se marie, le 4 mars 1565, avec Louis IV de Gonzague, créant ainsi la maison de Gonzague-Nevers.

### La branche de La Marck-Aremberg
Une seconde branche cadette, plus ancienne, est issue d'Évrard Ier de La Marck-Aremberg (mort en 1387), fils d'Engelbert II (mort en 1328) et frère d'Adolphe II (mort en 1347) qui hérite de sa mère la seigneurie d'Aremberg.[réf. nécessaire]
Son fils, Évrard II de La Marck-Aremberg, rachète le 8 mai 1424 à Louis de Braquemont, qui est fort endetté, les fiefs de Sedan et Florenville, ainsi que divers biens dans les villes de Mouzon, Bazeilles, Balan, Amblimont, Douzy, Villers-Cernay, Francheval et La Besace.
Cette branche acquiert ensuite le duché de Bouillon. Elle donne par la suite deux maréchaux à la France : Robert III de La Marck (1491-1536) et Robert IV de La Marck (1512-1556),. À la mort de Charlotte de La Marck (1574-1594), la principauté de Sedan et le titre de duc de Bouillon passent par mariage à la maison de La Tour d'Auvergne.
La tentative de faire de Sedan une principauté souveraine échoue en 1642, la France rétablissant sa souveraineté, à la suite de différents complots contre le roi.
Cette branche s'éteint en 1820, avec la mort de Louise-Marguerite de La Marck (1730-1820).

## Filiation
| | | | | | |                                                                                     |                                                                                     |                                                                           |                                                                           |                                                                           |                                                                           | Adolphe Ier de La Marck (†1249) Comte d'Altena puis Comte de La Marck                  |                                                                                        |                                                                                        |                                                                                        | | | | | | | | | | | | | | | | | | | | |                                                |                                                |  |  |  |  |  |  |  |  |  |  |  |  |  |  |  |  |  |  |  |  |  |  |  |  |  |  |
| | | | | | |                                                                                     |                                                                                     |                                                                           |                                                                           |                                                                           |                                                                           |                                                                                        |                                                                                        |                                                                                        |                                                                                        | | | | | | | | | | | | | | | | | | | | |                                                |                                                |  |  |  |  |  |  |  |  |  |  |  |  |  |  |  |  |  |  |  |  |  |  |  |  |  |  |
| | | | | | |                                                                                     |                                                                                     |                                                                           |                                                                           |                                                                           |                                                                           | Engelbert Ier de La Marck (†1277) Comte de La Marck ∞ Cunégonde de Bliescastel         |                                                                                        |                                                                                        |                                                                                        | | | | | | | | | | | | | | | | | | | | |                                                |                                                |  |  |  |  |  |  |  |  |  |  |  |  |  |  |  |  |  |  |  |  |  |  |  |  |  |  |
| | | | | | |                                                                                     |                                                                                     |                                                                           |                                                                           |                                                                           |                                                                           |                                                                                        |                                                                                        |                                                                                        |                                                                                        | | | | | | | | | | | | | | | | | | | | |                                                |                                                |  |  |  |  |  |  |  |  |  |  |  |  |  |  |  |  |  |  |  |  |  |  |  |  |  |  |
| | | | | | |                                                                                     |                                                                                     |                                                                           |                                                                           |                                                                           |                                                                           | Eberhard II de La Marck (†1308) Comte de La Marck ∞ Ermengarde de Berg                 |                                                                                        |                                                                                        |                                                                                        | | | | | | | | | | | | | | | | | | | | |                                                |                                                |  |  |  |  |  |  |  |  |  |  |  |  |  |  |  |  |  |  |  |  |  |  |  |  |  |  |
| | | | | | |                                                                                     |                                                                                     |                                                                           |                                                                           |                                                                           |                                                                           |                                                                                        |                                                                                        |                                                                                        |                                                                                        | | | | | | | | | | | | | | | | | | | | |                                                |                                                |  |  |  |  |  |  |  |  |  |  |  |  |  |  |  |  |  |  |  |  |  |  |  |  |  |  |
| | | | | | |                                                                                     |                                                                                     |                                                                           |                                                                           |                                                                           |                                                                           |                                                                                        |                                                                                        |                                                                                        |                                                                                        | | | | | | | | | | | | | | | | | | | | |                                                |                                                |  |  |  |  |  |  |  |  |  |  |  |  |  |  |  |  |  |  |  |  |  |  |  |  |  |  |
| | | | | | |                                                                                     |                                                                                     |                                                                           |                                                                           |                                                                           |                                                                           | Engelbert II (†1328) Comte de La Marck ∞ Mathilde (Mechtild ou Mahaut) dame d'Arenberg | Engelbert II (†1328) Comte de La Marck ∞ Mathilde (Mechtild ou Mahaut) dame d'Arenberg | Engelbert II (†1328) Comte de La Marck ∞ Mathilde (Mechtild ou Mahaut) dame d'Arenberg | Engelbert II (†1328) Comte de La Marck ∞ Mathilde (Mechtild ou Mahaut) dame d'Arenberg | Engelbert II (†1328) Comte de La Marck ∞ Mathilde (Mechtild ou Mahaut) dame d'Arenberg             | Engelbert II (†1328) Comte de La Marck ∞ Mathilde (Mechtild ou Mahaut) dame d'Arenberg             | | | Adolphe de La Marck (1288†1344) Prince-évêque de Liège                                                             | Adolphe de La Marck (1288†1344) Prince-évêque de Liège                                                             | Adolphe de La Marck (1288†1344) Prince-évêque de Liège                                                                              | Adolphe de La Marck (1288†1344) Prince-évêque de Liège                                                                              | Adolphe de La Marck (1288†1344) Prince-évêque de Liège                                                                              | Adolphe de La Marck (1288†1344) Prince-évêque de Liège                                                                              | | | | | | | | | | |                                                |                                                |  |  |  |  |  |  |  |  |  |  |  |  |  |  |  |  |  |  |  |  |  |  |  |  |  |  |
| | | | | | |                                                                                     |                                                                                     |                                                                           |                                                                           |                                                                           |                                                                           | Engelbert II (†1328) Comte de La Marck ∞ Mathilde (Mechtild ou Mahaut) dame d'Arenberg | Engelbert II (†1328) Comte de La Marck ∞ Mathilde (Mechtild ou Mahaut) dame d'Arenberg | Engelbert II (†1328) Comte de La Marck ∞ Mathilde (Mechtild ou Mahaut) dame d'Arenberg | Engelbert II (†1328) Comte de La Marck ∞ Mathilde (Mechtild ou Mahaut) dame d'Arenberg | Engelbert II (†1328) Comte de La Marck ∞ Mathilde (Mechtild ou Mahaut) dame d'Arenberg             | Engelbert II (†1328) Comte de La Marck ∞ Mathilde (Mechtild ou Mahaut) dame d'Arenberg             | | | Adolphe de La Marck (1288†1344) Prince-évêque de Liège                                                             | Adolphe de La Marck (1288†1344) Prince-évêque de Liège                                                             | Adolphe de La Marck (1288†1344) Prince-évêque de Liège                                                                              | Adolphe de La Marck (1288†1344) Prince-évêque de Liège                                                                              | Adolphe de La Marck (1288†1344) Prince-évêque de Liège                                                                              | Adolphe de La Marck (1288†1344) Prince-évêque de Liège                                                                              | | | | | | | | | | |                                                |                                                |  |  |  |  |  |  |  |  |  |  |  |  |  |  |  |  |  |  |  |  |  |  |  |  |  |  |
| | | | | | |                                                                                     |                                                                                     |                                                                           |                                                                           |                                                                           |                                                                           |                                                                                        |                                                                                        |                                                                                        |                                                                                        | | | | | | | | | | | | | | | | | | | | |                                                |                                                |  |  |  |  |  |  |  |  |  |  |  |  |  |  |  |  |  |  |  |  |  |  |  |  |  |  |
| Adolphe II de La Marck (†1347) ∞ Marguerite de Clèves Lignée des comtes puis (1417) ducs de Clèves                                                                      | Adolphe II de La Marck (†1347) ∞ Marguerite de Clèves Lignée des comtes puis (1417) ducs de Clèves                                                                      | Adolphe II de La Marck (†1347) ∞ Marguerite de Clèves Lignée des comtes puis (1417) ducs de Clèves                                                                      | Adolphe II de La Marck (†1347) ∞ Marguerite de Clèves Lignée des comtes puis (1417) ducs de Clèves                                                                      | Adolphe II de La Marck (†1347) ∞ Marguerite de Clèves Lignée des comtes puis (1417) ducs de Clèves                                                                      | Adolphe II de La Marck (†1347) ∞ Marguerite de Clèves Lignée des comtes puis (1417) ducs de Clèves                                                                      |                                                                                     |                                                                                     |                                                                           |                                                                           |                                                                           |                                                                           | Engelbert III de La Marck (†1368) Prince-évêque de Liège                               | Engelbert III de La Marck (†1368) Prince-évêque de Liège                               | Engelbert III de La Marck (†1368) Prince-évêque de Liège                               | Engelbert III de La Marck (†1368) Prince-évêque de Liège                               | Engelbert III de La Marck (†1368) Prince-évêque de Liège                                           | Engelbert III de La Marck (†1368) Prince-évêque de Liège                                           | | | | | Évrard Ier de La Marck-Arenberg (de) ( † 1387) seigneur d'Arenberg ∞ Marie de Looz (†1410) dame de Lumain, Neufchâteau et Aigremont | Évrard Ier de La Marck-Arenberg (de) ( † 1387) seigneur d'Arenberg ∞ Marie de Looz (†1410) dame de Lumain, Neufchâteau et Aigremont | Évrard Ier de La Marck-Arenberg (de) ( † 1387) seigneur d'Arenberg ∞ Marie de Looz (†1410) dame de Lumain, Neufchâteau et Aigremont | Évrard Ier de La Marck-Arenberg (de) ( † 1387) seigneur d'Arenberg ∞ Marie de Looz (†1410) dame de Lumain, Neufchâteau et Aigremont | Évrard Ier de La Marck-Arenberg (de) ( † 1387) seigneur d'Arenberg ∞ Marie de Looz (†1410) dame de Lumain, Neufchâteau et Aigremont | Évrard Ier de La Marck-Arenberg (de) ( † 1387) seigneur d'Arenberg ∞ Marie de Looz (†1410) dame de Lumain, Neufchâteau et Aigremont | | | | | | | | |                                                |                                                |  |  |  |  |  |  |  |  |  |  |  |  |  |  |  |  |  |  |  |  |  |  |  |  |  |  |
| Adolphe II de La Marck (†1347) ∞ Marguerite de Clèves Lignée des comtes puis (1417) ducs de Clèves                                                                      | Adolphe II de La Marck (†1347) ∞ Marguerite de Clèves Lignée des comtes puis (1417) ducs de Clèves                                                                      | Adolphe II de La Marck (†1347) ∞ Marguerite de Clèves Lignée des comtes puis (1417) ducs de Clèves                                                                      | Adolphe II de La Marck (†1347) ∞ Marguerite de Clèves Lignée des comtes puis (1417) ducs de Clèves                                                                      | Adolphe II de La Marck (†1347) ∞ Marguerite de Clèves Lignée des comtes puis (1417) ducs de Clèves                                                                      | Adolphe II de La Marck (†1347) ∞ Marguerite de Clèves Lignée des comtes puis (1417) ducs de Clèves                                                                      |                                                                                     |                                                                                     |                                                                           |                                                                           |                                                                           |                                                                           | Engelbert III de La Marck (†1368) Prince-évêque de Liège                               | Engelbert III de La Marck (†1368) Prince-évêque de Liège                               | Engelbert III de La Marck (†1368) Prince-évêque de Liège                               | Engelbert III de La Marck (†1368) Prince-évêque de Liège                               | Engelbert III de La Marck (†1368) Prince-évêque de Liège                                           | Engelbert III de La Marck (†1368) Prince-évêque de Liège                                           | | | | | Évrard Ier de La Marck-Arenberg (de) ( † 1387) seigneur d'Arenberg ∞ Marie de Looz (†1410) dame de Lumain, Neufchâteau et Aigremont | Évrard Ier de La Marck-Arenberg (de) ( † 1387) seigneur d'Arenberg ∞ Marie de Looz (†1410) dame de Lumain, Neufchâteau et Aigremont | Évrard Ier de La Marck-Arenberg (de) ( † 1387) seigneur d'Arenberg ∞ Marie de Looz (†1410) dame de Lumain, Neufchâteau et Aigremont | Évrard Ier de La Marck-Arenberg (de) ( † 1387) seigneur d'Arenberg ∞ Marie de Looz (†1410) dame de Lumain, Neufchâteau et Aigremont | Évrard Ier de La Marck-Arenberg (de) ( † 1387) seigneur d'Arenberg ∞ Marie de Looz (†1410) dame de Lumain, Neufchâteau et Aigremont | Évrard Ier de La Marck-Arenberg (de) ( † 1387) seigneur d'Arenberg ∞ Marie de Looz (†1410) dame de Lumain, Neufchâteau et Aigremont | | | | | | | | |                                                |                                                |  |  |  |  |  |  |  |  |  |  |  |  |  |  |  |  |  |  |  |  |  |  |  |  |  |  |
| Guillaume, dit le Riche (1516†1592) Duc de Gueldre duc de Clèves comte de la Marck duc de Juliers duc de Berg ∞ Marie d'Autriche                                        | Guillaume, dit le Riche (1516†1592) Duc de Gueldre duc de Clèves comte de la Marck duc de Juliers duc de Berg ∞ Marie d'Autriche                                        | Guillaume, dit le Riche (1516†1592) Duc de Gueldre duc de Clèves comte de la Marck duc de Juliers duc de Berg ∞ Marie d'Autriche                                        | Guillaume, dit le Riche (1516†1592) Duc de Gueldre duc de Clèves comte de la Marck duc de Juliers duc de Berg ∞ Marie d'Autriche                                        | Guillaume, dit le Riche (1516†1592) Duc de Gueldre duc de Clèves comte de la Marck duc de Juliers duc de Berg ∞ Marie d'Autriche                                        | Guillaume, dit le Riche (1516†1592) Duc de Gueldre duc de Clèves comte de la Marck duc de Juliers duc de Berg ∞ Marie d'Autriche                                        |                                                                                     |                                                                                     |                                                                           |                                                                           |                                                                           |                                                                           |                                                                                        |                                                                                        |                                                                                        |                                                                                        | | | | | | | Évrard II de La Marck-Arenberg (1365†1440) seigneur d'Arenberg et de Sedan ∞ Marie de Braquemont                                    | Évrard II de La Marck-Arenberg (1365†1440) seigneur d'Arenberg et de Sedan ∞ Marie de Braquemont                                    | Évrard II de La Marck-Arenberg (1365†1440) seigneur d'Arenberg et de Sedan ∞ Marie de Braquemont                                    | Évrard II de La Marck-Arenberg (1365†1440) seigneur d'Arenberg et de Sedan ∞ Marie de Braquemont                                    | Évrard II de La Marck-Arenberg (1365†1440) seigneur d'Arenberg et de Sedan ∞ Marie de Braquemont                                    | Évrard II de La Marck-Arenberg (1365†1440) seigneur d'Arenberg et de Sedan ∞ Marie de Braquemont                                    | | | | | | | | |                                                |                                                |  |  |  |  |  |  |  |  |  |  |  |  |  |  |  |  |  |  |  |  |  |  |  |  |  |  |
| Guillaume, dit le Riche (1516†1592) Duc de Gueldre duc de Clèves comte de la Marck duc de Juliers duc de Berg ∞ Marie d'Autriche                                        | Guillaume, dit le Riche (1516†1592) Duc de Gueldre duc de Clèves comte de la Marck duc de Juliers duc de Berg ∞ Marie d'Autriche                                        | Guillaume, dit le Riche (1516†1592) Duc de Gueldre duc de Clèves comte de la Marck duc de Juliers duc de Berg ∞ Marie d'Autriche                                        | Guillaume, dit le Riche (1516†1592) Duc de Gueldre duc de Clèves comte de la Marck duc de Juliers duc de Berg ∞ Marie d'Autriche                                        | Guillaume, dit le Riche (1516†1592) Duc de Gueldre duc de Clèves comte de la Marck duc de Juliers duc de Berg ∞ Marie d'Autriche                                        | Guillaume, dit le Riche (1516†1592) Duc de Gueldre duc de Clèves comte de la Marck duc de Juliers duc de Berg ∞ Marie d'Autriche                                        |                                                                                     |                                                                                     |                                                                           |                                                                           |                                                                           |                                                                           |                                                                                        |                                                                                        |                                                                                        |                                                                                        | | | | | | | Évrard II de La Marck-Arenberg (1365†1440) seigneur d'Arenberg et de Sedan ∞ Marie de Braquemont                                    | Évrard II de La Marck-Arenberg (1365†1440) seigneur d'Arenberg et de Sedan ∞ Marie de Braquemont                                    | Évrard II de La Marck-Arenberg (1365†1440) seigneur d'Arenberg et de Sedan ∞ Marie de Braquemont                                    | Évrard II de La Marck-Arenberg (1365†1440) seigneur d'Arenberg et de Sedan ∞ Marie de Braquemont                                    | Évrard II de La Marck-Arenberg (1365†1440) seigneur d'Arenberg et de Sedan ∞ Marie de Braquemont                                    | Évrard II de La Marck-Arenberg (1365†1440) seigneur d'Arenberg et de Sedan ∞ Marie de Braquemont                                    | | | | | | | | |                                                |                                                |  |  |  |  |  |  |  |  |  |  |  |  |  |  |  |  |  |  |  |  |  |  |  |  |  |  |
| | | | | | |                                                                                     |                                                                                     |                                                                           |                                                                           |                                                                           |                                                                           |                                                                                        |                                                                                        |                                                                                        |                                                                                        | | | | | | | | | | | | | | | | | | | | |                                                |                                                |  |  |  |  |  |  |  |  |  |  |  |  |  |  |  |  |  |  |  |  |  |  |  |  |  |  |
| Jean-Guillaume de Clèves (1562†1609) | Jean-Guillaume de Clèves (1562†1609) | Jean-Guillaume de Clèves (1562†1609) | Jean-Guillaume de Clèves (1562†1609) | Jean-Guillaume de Clèves (1562†1609) | Jean-Guillaume de Clèves (1562†1609) |                                                                                     |                                                                                     | 4 filles                                                                  | 4 filles                                                                  | 4 filles                                                                  | 4 filles                                                                  | 4 filles                                                                               | 4 filles                                                                               |                                                                                        |                                                                                        | | | | | | | Jean II de La Marck (1410†1470) Seigneur d'Arenberg et de Sedan seigneur de Daigni (1462) ∞ Anne de Virnebourg (de) (1410†1480)     | Jean II de La Marck (1410†1470) Seigneur d'Arenberg et de Sedan seigneur de Daigni (1462) ∞ Anne de Virnebourg (de) (1410†1480)     | Jean II de La Marck (1410†1470) Seigneur d'Arenberg et de Sedan seigneur de Daigni (1462) ∞ Anne de Virnebourg (de) (1410†1480)     | Jean II de La Marck (1410†1470) Seigneur d'Arenberg et de Sedan seigneur de Daigni (1462) ∞ Anne de Virnebourg (de) (1410†1480)     | Jean II de La Marck (1410†1470) Seigneur d'Arenberg et de Sedan seigneur de Daigni (1462) ∞ Anne de Virnebourg (de) (1410†1480)     | Jean II de La Marck (1410†1470) Seigneur d'Arenberg et de Sedan seigneur de Daigni (1462) ∞ Anne de Virnebourg (de) (1410†1480)     | | | | | | | | |                                                |                                                |  |  |  |  |  |  |  |  |  |  |  |  |  |  |  |  |  |  |  |  |  |  |  |  |  |  |
| Jean-Guillaume de Clèves (1562†1609) | Jean-Guillaume de Clèves (1562†1609) | Jean-Guillaume de Clèves (1562†1609) | Jean-Guillaume de Clèves (1562†1609) | Jean-Guillaume de Clèves (1562†1609) | Jean-Guillaume de Clèves (1562†1609) |                                                                                     |                                                                                     | 4 filles                                                                  | 4 filles                                                                  | 4 filles                                                                  | 4 filles                                                                  | 4 filles                                                                               | 4 filles                                                                               |                                                                                        |                                                                                        | | | | | | | Jean II de La Marck (1410†1470) Seigneur d'Arenberg et de Sedan seigneur de Daigni (1462) ∞ Anne de Virnebourg (de) (1410†1480)     | Jean II de La Marck (1410†1470) Seigneur d'Arenberg et de Sedan seigneur de Daigni (1462) ∞ Anne de Virnebourg (de) (1410†1480)     | Jean II de La Marck (1410†1470) Seigneur d'Arenberg et de Sedan seigneur de Daigni (1462) ∞ Anne de Virnebourg (de) (1410†1480)     | Jean II de La Marck (1410†1470) Seigneur d'Arenberg et de Sedan seigneur de Daigni (1462) ∞ Anne de Virnebourg (de) (1410†1480)     | Jean II de La Marck (1410†1470) Seigneur d'Arenberg et de Sedan seigneur de Daigni (1462) ∞ Anne de Virnebourg (de) (1410†1480)     | Jean II de La Marck (1410†1470) Seigneur d'Arenberg et de Sedan seigneur de Daigni (1462) ∞ Anne de Virnebourg (de) (1410†1480)     | | | | | | | | |                                                |                                                |  |  |  |  |  |  |  |  |  |  |  |  |  |  |  |  |  |  |  |  |  |  |  |  |  |  |
| | | | | | |                                                                                     |                                                                                     |                                                                           |                                                                           |                                                                           |                                                                           |                                                                                        |                                                                                        |                                                                                        |                                                                                        | | | | | | | | | | | | | | | | | | | | |                                                |                                                |  |  |  |  |  |  |  |  |  |  |  |  |  |  |  |  |  |  |  |  |  |  |  |  |  |  |
| | | Robert Ier de La Marck (†1487) Seigneur de Sedan Duc de Bouillon ∞ Jeanne de Marley                                                                                     | Robert Ier de La Marck (†1487) Seigneur de Sedan Duc de Bouillon ∞ Jeanne de Marley                                                                                     | Robert Ier de La Marck (†1487) Seigneur de Sedan Duc de Bouillon ∞ Jeanne de Marley                                                                                     | Robert Ier de La Marck (†1487) Seigneur de Sedan Duc de Bouillon ∞ Jeanne de Marley                                                                                     | Robert Ier de La Marck (†1487) Seigneur de Sedan Duc de Bouillon ∞ Jeanne de Marley | Robert Ier de La Marck (†1487) Seigneur de Sedan Duc de Bouillon ∞ Jeanne de Marley |                                                                           |                                                                           |                                                                           |                                                                           |                                                                                        |                                                                                        |                                                                                        |                                                                                        | | | | | Évrard III de La Marck (vers 1435†1496) Seigneur d'Arenberg, et de Neufchâtel ∞ Marguerite de Bouchout (1440†1476) | Évrard III de La Marck (vers 1435†1496) Seigneur d'Arenberg, et de Neufchâtel ∞ Marguerite de Bouchout (1440†1476) | Évrard III de La Marck (vers 1435†1496) Seigneur d'Arenberg, et de Neufchâtel ∞ Marguerite de Bouchout (1440†1476)                  | Évrard III de La Marck (vers 1435†1496) Seigneur d'Arenberg, et de Neufchâtel ∞ Marguerite de Bouchout (1440†1476)                  | Évrard III de La Marck (vers 1435†1496) Seigneur d'Arenberg, et de Neufchâtel ∞ Marguerite de Bouchout (1440†1476)                  | Évrard III de La Marck (vers 1435†1496) Seigneur d'Arenberg, et de Neufchâtel ∞ Marguerite de Bouchout (1440†1476)                  | | | | | Guillaume de La Marck le sanglier des Ardennes ( † 1485) seigneur de Lumain et de Schleiden ∞ Johanna d'Arschot Schoonhoven | Guillaume de La Marck le sanglier des Ardennes ( † 1485) seigneur de Lumain et de Schleiden ∞ Johanna d'Arschot Schoonhoven | Guillaume de La Marck le sanglier des Ardennes ( † 1485) seigneur de Lumain et de Schleiden ∞ Johanna d'Arschot Schoonhoven | Guillaume de La Marck le sanglier des Ardennes ( † 1485) seigneur de Lumain et de Schleiden ∞ Johanna d'Arschot Schoonhoven | Guillaume de La Marck le sanglier des Ardennes ( † 1485) seigneur de Lumain et de Schleiden ∞ Johanna d'Arschot Schoonhoven | Guillaume de La Marck le sanglier des Ardennes ( † 1485) seigneur de Lumain et de Schleiden ∞ Johanna d'Arschot Schoonhoven |                                                |                                                |  |  |  |  |  |  |  |  |  |  |  |  |  |  |  |  |  |  |  |  |  |  |  |  |  |  |
| | | Robert Ier de La Marck (†1487) Seigneur de Sedan Duc de Bouillon ∞ Jeanne de Marley                                                                                     | Robert Ier de La Marck (†1487) Seigneur de Sedan Duc de Bouillon ∞ Jeanne de Marley                                                                                     | Robert Ier de La Marck (†1487) Seigneur de Sedan Duc de Bouillon ∞ Jeanne de Marley                                                                                     | Robert Ier de La Marck (†1487) Seigneur de Sedan Duc de Bouillon ∞ Jeanne de Marley                                                                                     | Robert Ier de La Marck (†1487) Seigneur de Sedan Duc de Bouillon ∞ Jeanne de Marley | Robert Ier de La Marck (†1487) Seigneur de Sedan Duc de Bouillon ∞ Jeanne de Marley |                                                                           |                                                                           |                                                                           |                                                                           |                                                                                        |                                                                                        |                                                                                        |                                                                                        | | | | | Évrard III de La Marck (vers 1435†1496) Seigneur d'Arenberg, et de Neufchâtel ∞ Marguerite de Bouchout (1440†1476) | Évrard III de La Marck (vers 1435†1496) Seigneur d'Arenberg, et de Neufchâtel ∞ Marguerite de Bouchout (1440†1476) | Évrard III de La Marck (vers 1435†1496) Seigneur d'Arenberg, et de Neufchâtel ∞ Marguerite de Bouchout (1440†1476)                  | Évrard III de La Marck (vers 1435†1496) Seigneur d'Arenberg, et de Neufchâtel ∞ Marguerite de Bouchout (1440†1476)                  | Évrard III de La Marck (vers 1435†1496) Seigneur d'Arenberg, et de Neufchâtel ∞ Marguerite de Bouchout (1440†1476)                  | Évrard III de La Marck (vers 1435†1496) Seigneur d'Arenberg, et de Neufchâtel ∞ Marguerite de Bouchout (1440†1476)                  | | | | | Guillaume de La Marck le sanglier des Ardennes ( † 1485) seigneur de Lumain et de Schleiden ∞ Johanna d'Arschot Schoonhoven | Guillaume de La Marck le sanglier des Ardennes ( † 1485) seigneur de Lumain et de Schleiden ∞ Johanna d'Arschot Schoonhoven | Guillaume de La Marck le sanglier des Ardennes ( † 1485) seigneur de Lumain et de Schleiden ∞ Johanna d'Arschot Schoonhoven | Guillaume de La Marck le sanglier des Ardennes ( † 1485) seigneur de Lumain et de Schleiden ∞ Johanna d'Arschot Schoonhoven | Guillaume de La Marck le sanglier des Ardennes ( † 1485) seigneur de Lumain et de Schleiden ∞ Johanna d'Arschot Schoonhoven | Guillaume de La Marck le sanglier des Ardennes ( † 1485) seigneur de Lumain et de Schleiden ∞ Johanna d'Arschot Schoonhoven |                                                |                                                |  |  |  |  |  |  |  |  |  |  |  |  |  |  |  |  |  |  |  |  |  |  |  |  |  |  |
| | | | | | |                                                                                     |                                                                                     |                                                                           |                                                                           |                                                                           |                                                                           |                                                                                        |                                                                                        |                                                                                        |                                                                                        | | | | | | | | | | | | | | | | | | | | |                                                |                                                |  |  |  |  |  |  |  |  |  |  |  |  |  |  |  |  |  |  |  |  |  |  |  |  |  |  |
| Robert II de La Marck (1468†1536) Duc de Bouillon, seigneur de Sedan ∞ Catherine de Croÿ (1471†1544)                                                                    | Robert II de La Marck (1468†1536) Duc de Bouillon, seigneur de Sedan ∞ Catherine de Croÿ (1471†1544)                                                                    | Robert II de La Marck (1468†1536) Duc de Bouillon, seigneur de Sedan ∞ Catherine de Croÿ (1471†1544)                                                                    | Robert II de La Marck (1468†1536) Duc de Bouillon, seigneur de Sedan ∞ Catherine de Croÿ (1471†1544)                                                                    | Robert II de La Marck (1468†1536) Duc de Bouillon, seigneur de Sedan ∞ Catherine de Croÿ (1471†1544)                                                                    | Robert II de La Marck (1468†1536) Duc de Bouillon, seigneur de Sedan ∞ Catherine de Croÿ (1471†1544)                                                                    |                                                                                     |                                                                                     | Érard de La Marck (1472†1538) Cardinal de Bouillon Prince-évêque de Liège | Érard de La Marck (1472†1538) Cardinal de Bouillon Prince-évêque de Liège | Érard de La Marck (1472†1538) Cardinal de Bouillon Prince-évêque de Liège | Érard de La Marck (1472†1538) Cardinal de Bouillon Prince-évêque de Liège | Érard de La Marck (1472†1538) Cardinal de Bouillon Prince-évêque de Liège              | Érard de La Marck (1472†1538) Cardinal de Bouillon Prince-évêque de Liège              |                                                                                        |                                                                                        | Évrard IV de La Marck (†1531) Seigneur d'Arenberg ∞ Margarete de Hornes (†1522) (Sans descendance) | Évrard IV de La Marck (†1531) Seigneur d'Arenberg ∞ Margarete de Hornes (†1522) (Sans descendance) | Évrard IV de La Marck (†1531) Seigneur d'Arenberg ∞ Margarete de Hornes (†1522) (Sans descendance) | Évrard IV de La Marck (†1531) Seigneur d'Arenberg ∞ Margarete de Hornes (†1522) (Sans descendance) | Évrard IV de La Marck (†1531) Seigneur d'Arenberg ∞ Margarete de Hornes (†1522) (Sans descendance)                 | Évrard IV de La Marck (†1531) Seigneur d'Arenberg ∞ Margarete de Hornes (†1522) (Sans descendance)                 | | | Robert Ier de La Marck (†1541) Seigneur d'Arenberg ∞ Mathilde van Montfoort (nl) (1475†1550) Dame de Naeltwijck                     | Robert Ier de La Marck (†1541) Seigneur d'Arenberg ∞ Mathilde van Montfoort (nl) (1475†1550) Dame de Naeltwijck                     | Robert Ier de La Marck (†1541) Seigneur d'Arenberg ∞ Mathilde van Montfoort (nl) (1475†1550) Dame de Naeltwijck                     | Robert Ier de La Marck (†1541) Seigneur d'Arenberg ∞ Mathilde van Montfoort (nl) (1475†1550) Dame de Naeltwijck                     | Robert Ier de La Marck (†1541) Seigneur d'Arenberg ∞ Mathilde van Montfoort (nl) (1475†1550) Dame de Naeltwijck | Robert Ier de La Marck (†1541) Seigneur d'Arenberg ∞ Mathilde van Montfoort (nl) (1475†1550) Dame de Naeltwijck | | | Lignée des seigneurs de Lumain et de Schleiden                                                                              | Lignée des seigneurs de Lumain et de Schleiden                                                                              | Lignée des seigneurs de Lumain et de Schleiden                                                                              | Lignée des seigneurs de Lumain et de Schleiden                                                                              | Lignée des seigneurs de Lumain et de Schleiden | Lignée des seigneurs de Lumain et de Schleiden |  |  |  |  |  |  |  |  |  |  |  |  |  |  |  |  |  |  |  |  |  |  |  |  |  |  |
| Robert II de La Marck (1468†1536) Duc de Bouillon, seigneur de Sedan ∞ Catherine de Croÿ (1471†1544)                                                                    | Robert II de La Marck (1468†1536) Duc de Bouillon, seigneur de Sedan ∞ Catherine de Croÿ (1471†1544)                                                                    | Robert II de La Marck (1468†1536) Duc de Bouillon, seigneur de Sedan ∞ Catherine de Croÿ (1471†1544)                                                                    | Robert II de La Marck (1468†1536) Duc de Bouillon, seigneur de Sedan ∞ Catherine de Croÿ (1471†1544)                                                                    | Robert II de La Marck (1468†1536) Duc de Bouillon, seigneur de Sedan ∞ Catherine de Croÿ (1471†1544)                                                                    | Robert II de La Marck (1468†1536) Duc de Bouillon, seigneur de Sedan ∞ Catherine de Croÿ (1471†1544)                                                                    |                                                                                     |                                                                                     | Érard de La Marck (1472†1538) Cardinal de Bouillon Prince-évêque de Liège | Érard de La Marck (1472†1538) Cardinal de Bouillon Prince-évêque de Liège | Érard de La Marck (1472†1538) Cardinal de Bouillon Prince-évêque de Liège | Érard de La Marck (1472†1538) Cardinal de Bouillon Prince-évêque de Liège | Érard de La Marck (1472†1538) Cardinal de Bouillon Prince-évêque de Liège              | Érard de La Marck (1472†1538) Cardinal de Bouillon Prince-évêque de Liège              |                                                                                        |                                                                                        | Évrard IV de La Marck (†1531) Seigneur d'Arenberg ∞ Margarete de Hornes (†1522) (Sans descendance) | Évrard IV de La Marck (†1531) Seigneur d'Arenberg ∞ Margarete de Hornes (†1522) (Sans descendance) | Évrard IV de La Marck (†1531) Seigneur d'Arenberg ∞ Margarete de Hornes (†1522) (Sans descendance) | Évrard IV de La Marck (†1531) Seigneur d'Arenberg ∞ Margarete de Hornes (†1522) (Sans descendance) | Évrard IV de La Marck (†1531) Seigneur d'Arenberg ∞ Margarete de Hornes (†1522) (Sans descendance)                 | Évrard IV de La Marck (†1531) Seigneur d'Arenberg ∞ Margarete de Hornes (†1522) (Sans descendance)                 | | | Robert Ier de La Marck (†1541) Seigneur d'Arenberg ∞ Mathilde van Montfoort (nl) (1475†1550) Dame de Naeltwijck                     | Robert Ier de La Marck (†1541) Seigneur d'Arenberg ∞ Mathilde van Montfoort (nl) (1475†1550) Dame de Naeltwijck                     | Robert Ier de La Marck (†1541) Seigneur d'Arenberg ∞ Mathilde van Montfoort (nl) (1475†1550) Dame de Naeltwijck                     | Robert Ier de La Marck (†1541) Seigneur d'Arenberg ∞ Mathilde van Montfoort (nl) (1475†1550) Dame de Naeltwijck                     | Robert Ier de La Marck (†1541) Seigneur d'Arenberg ∞ Mathilde van Montfoort (nl) (1475†1550) Dame de Naeltwijck | Robert Ier de La Marck (†1541) Seigneur d'Arenberg ∞ Mathilde van Montfoort (nl) (1475†1550) Dame de Naeltwijck | | | Lignée des seigneurs de Lumain et de Schleiden                                                                              | Lignée des seigneurs de Lumain et de Schleiden                                                                              | Lignée des seigneurs de Lumain et de Schleiden                                                                              | Lignée des seigneurs de Lumain et de Schleiden                                                                              | Lignée des seigneurs de Lumain et de Schleiden | Lignée des seigneurs de Lumain et de Schleiden |  |  |  |  |  |  |  |  |  |  |  |  |  |  |  |  |  |  |  |  |  |  |  |  |  |  |
| Robert III de La Marck, fit Fleuranges (1491†1536) Duc de Bouillon Seigneur de Sedan Maréchal de France ∞ Guillemette de Sarrebruck (vers 1495†1571) Comtesse de Braine | Robert III de La Marck, fit Fleuranges (1491†1536) Duc de Bouillon Seigneur de Sedan Maréchal de France ∞ Guillemette de Sarrebruck (vers 1495†1571) Comtesse de Braine | Robert III de La Marck, fit Fleuranges (1491†1536) Duc de Bouillon Seigneur de Sedan Maréchal de France ∞ Guillemette de Sarrebruck (vers 1495†1571) Comtesse de Braine | Robert III de La Marck, fit Fleuranges (1491†1536) Duc de Bouillon Seigneur de Sedan Maréchal de France ∞ Guillemette de Sarrebruck (vers 1495†1571) Comtesse de Braine | Robert III de La Marck, fit Fleuranges (1491†1536) Duc de Bouillon Seigneur de Sedan Maréchal de France ∞ Guillemette de Sarrebruck (vers 1495†1571) Comtesse de Braine | Robert III de La Marck, fit Fleuranges (1491†1536) Duc de Bouillon Seigneur de Sedan Maréchal de France ∞ Guillemette de Sarrebruck (vers 1495†1571) Comtesse de Braine |                                                                                     |                                                                                     |                                                                           |                                                                           |                                                                           |                                                                           |                                                                                        |                                                                                        |                                                                                        |                                                                                        | | | | | | | | | Robert II de La Marck (1506†1536) Seigneur d'Arenberg et de Mirwart ∞ Walburga van Egmond (1500-1547)                               | Robert II de La Marck (1506†1536) Seigneur d'Arenberg et de Mirwart ∞ Walburga van Egmond (1500-1547)                               | Robert II de La Marck (1506†1536) Seigneur d'Arenberg et de Mirwart ∞ Walburga van Egmond (1500-1547)                               | Robert II de La Marck (1506†1536) Seigneur d'Arenberg et de Mirwart ∞ Walburga van Egmond (1500-1547)                               | Robert II de La Marck (1506†1536) Seigneur d'Arenberg et de Mirwart ∞ Walburga van Egmond (1500-1547)           | Robert II de La Marck (1506†1536) Seigneur d'Arenberg et de Mirwart ∞ Walburga van Egmond (1500-1547)           | | | | | | |                                                |                                                |  |  |  |  |  |  |  |  |  |  |  |  |  |  |  |  |  |  |  |  |  |  |  |  |  |  |
| Robert III de La Marck, fit Fleuranges (1491†1536) Duc de Bouillon Seigneur de Sedan Maréchal de France ∞ Guillemette de Sarrebruck (vers 1495†1571) Comtesse de Braine | Robert III de La Marck, fit Fleuranges (1491†1536) Duc de Bouillon Seigneur de Sedan Maréchal de France ∞ Guillemette de Sarrebruck (vers 1495†1571) Comtesse de Braine | Robert III de La Marck, fit Fleuranges (1491†1536) Duc de Bouillon Seigneur de Sedan Maréchal de France ∞ Guillemette de Sarrebruck (vers 1495†1571) Comtesse de Braine | Robert III de La Marck, fit Fleuranges (1491†1536) Duc de Bouillon Seigneur de Sedan Maréchal de France ∞ Guillemette de Sarrebruck (vers 1495†1571) Comtesse de Braine | Robert III de La Marck, fit Fleuranges (1491†1536) Duc de Bouillon Seigneur de Sedan Maréchal de France ∞ Guillemette de Sarrebruck (vers 1495†1571) Comtesse de Braine | Robert III de La Marck, fit Fleuranges (1491†1536) Duc de Bouillon Seigneur de Sedan Maréchal de France ∞ Guillemette de Sarrebruck (vers 1495†1571) Comtesse de Braine |                                                                                     |                                                                                     |                                                                           |                                                                           |                                                                           |                                                                           |                                                                                        |                                                                                        |                                                                                        |                                                                                        | | | | | | | | | Robert II de La Marck (1506†1536) Seigneur d'Arenberg et de Mirwart ∞ Walburga van Egmond (1500-1547)                               | Robert II de La Marck (1506†1536) Seigneur d'Arenberg et de Mirwart ∞ Walburga van Egmond (1500-1547)                               | Robert II de La Marck (1506†1536) Seigneur d'Arenberg et de Mirwart ∞ Walburga van Egmond (1500-1547)                               | Robert II de La Marck (1506†1536) Seigneur d'Arenberg et de Mirwart ∞ Walburga van Egmond (1500-1547)                               | Robert II de La Marck (1506†1536) Seigneur d'Arenberg et de Mirwart ∞ Walburga van Egmond (1500-1547)           | Robert II de La Marck (1506†1536) Seigneur d'Arenberg et de Mirwart ∞ Walburga van Egmond (1500-1547)           | | | | | | |                                                |                                                |  |  |  |  |  |  |  |  |  |  |  |  |  |  |  |  |  |  |  |  |  |  |  |  |  |  |
| | | | | | |                                                                                     |                                                                                     |                                                                           |                                                                           |                                                                           |                                                                           |                                                                                        |                                                                                        |                                                                                        |                                                                                        | | | | | | | | | | | | | | | | | | | | |                                                |                                                |  |  |  |  |  |  |  |  |  |  |  |  |  |  |  |  |  |  |  |  |  |  |  |  |  |  |
| Robert IV de La Marck (1512†1556) duc de Bouillon Seigneur de Sedan Maréchal de France ∞ Françoise de Brézé (1515†1577) Comtesse de Maulevrier                          | Robert IV de La Marck (1512†1556) duc de Bouillon Seigneur de Sedan Maréchal de France ∞ Françoise de Brézé (1515†1577) Comtesse de Maulevrier                          | Robert IV de La Marck (1512†1556) duc de Bouillon Seigneur de Sedan Maréchal de France ∞ Françoise de Brézé (1515†1577) Comtesse de Maulevrier                          | Robert IV de La Marck (1512†1556) duc de Bouillon Seigneur de Sedan Maréchal de France ∞ Françoise de Brézé (1515†1577) Comtesse de Maulevrier                          | Robert IV de La Marck (1512†1556) duc de Bouillon Seigneur de Sedan Maréchal de France ∞ Françoise de Brézé (1515†1577) Comtesse de Maulevrier                          | Robert IV de La Marck (1512†1556) duc de Bouillon Seigneur de Sedan Maréchal de France ∞ Françoise de Brézé (1515†1577) Comtesse de Maulevrier                          |                                                                                     |                                                                                     |                                                                           |                                                                           |                                                                           |                                                                           |                                                                                        |                                                                                        |                                                                                        |                                                                                        | | | | | Robert III de La Marck (†1544) Seigneur d'Arenberg ∞ Anne van Glymes-Berghes (1525†1563)                           | Robert III de La Marck (†1544) Seigneur d'Arenberg ∞ Anne van Glymes-Berghes (1525†1563)                           | Robert III de La Marck (†1544) Seigneur d'Arenberg ∞ Anne van Glymes-Berghes (1525†1563)                                            | Robert III de La Marck (†1544) Seigneur d'Arenberg ∞ Anne van Glymes-Berghes (1525†1563)                                            | Robert III de La Marck (†1544) Seigneur d'Arenberg ∞ Anne van Glymes-Berghes (1525†1563)                                            | Robert III de La Marck (†1544) Seigneur d'Arenberg ∞ Anne van Glymes-Berghes (1525†1563)                                            | | | Marguerite de La Marck (1527†1599) Comtesse puis (1576) princesse d'Arenberg                                    | Marguerite de La Marck (1527†1599) Comtesse puis (1576) princesse d'Arenberg                                    | Marguerite de La Marck (1527†1599) Comtesse puis (1576) princesse d'Arenberg                                                | Marguerite de La Marck (1527†1599) Comtesse puis (1576) princesse d'Arenberg                                                | Marguerite de La Marck (1527†1599) Comtesse puis (1576) princesse d'Arenberg                                                | Marguerite de La Marck (1527†1599) Comtesse puis (1576) princesse d'Arenberg                                                | | |                                                |                                                |  |  |  |  |  |  |  |  |  |  |  |  |  |  |  |  |  |  |  |  |  |  |  |  |  |  |
| Robert IV de La Marck (1512†1556) duc de Bouillon Seigneur de Sedan Maréchal de France ∞ Françoise de Brézé (1515†1577) Comtesse de Maulevrier                          | Robert IV de La Marck (1512†1556) duc de Bouillon Seigneur de Sedan Maréchal de France ∞ Françoise de Brézé (1515†1577) Comtesse de Maulevrier                          | Robert IV de La Marck (1512†1556) duc de Bouillon Seigneur de Sedan Maréchal de France ∞ Françoise de Brézé (1515†1577) Comtesse de Maulevrier                          | Robert IV de La Marck (1512†1556) duc de Bouillon Seigneur de Sedan Maréchal de France ∞ Françoise de Brézé (1515†1577) Comtesse de Maulevrier                          | Robert IV de La Marck (1512†1556) duc de Bouillon Seigneur de Sedan Maréchal de France ∞ Françoise de Brézé (1515†1577) Comtesse de Maulevrier                          | Robert IV de La Marck (1512†1556) duc de Bouillon Seigneur de Sedan Maréchal de France ∞ Françoise de Brézé (1515†1577) Comtesse de Maulevrier                          |                                                                                     |                                                                                     |                                                                           |                                                                           |                                                                           |                                                                           |                                                                                        |                                                                                        |                                                                                        |                                                                                        | | | | | Robert III de La Marck (†1544) Seigneur d'Arenberg ∞ Anne van Glymes-Berghes (1525†1563)                           | Robert III de La Marck (†1544) Seigneur d'Arenberg ∞ Anne van Glymes-Berghes (1525†1563)                           | Robert III de La Marck (†1544) Seigneur d'Arenberg ∞ Anne van Glymes-Berghes (1525†1563)                                            | Robert III de La Marck (†1544) Seigneur d'Arenberg ∞ Anne van Glymes-Berghes (1525†1563)                                            | Robert III de La Marck (†1544) Seigneur d'Arenberg ∞ Anne van Glymes-Berghes (1525†1563)                                            | Robert III de La Marck (†1544) Seigneur d'Arenberg ∞ Anne van Glymes-Berghes (1525†1563)                                            | | | Marguerite de La Marck (1527†1599) Comtesse puis (1576) princesse d'Arenberg                                    | Marguerite de La Marck (1527†1599) Comtesse puis (1576) princesse d'Arenberg                                    | Marguerite de La Marck (1527†1599) Comtesse puis (1576) princesse d'Arenberg                                                | Marguerite de La Marck (1527†1599) Comtesse puis (1576) princesse d'Arenberg                                                | Marguerite de La Marck (1527†1599) Comtesse puis (1576) princesse d'Arenberg                                                | Marguerite de La Marck (1527†1599) Comtesse puis (1576) princesse d'Arenberg                                                | | |                                                |                                                |  |  |  |  |  |  |  |  |  |  |  |  |  |  |  |  |  |  |  |  |  |  |  |  |  |  |
| Henri-Robert de La Marck (1539†1574) duc de Bouillon Prince de Sedan ∞ Françoise de Bourbon-Vendôme (1539†1587)                                                         | | | | | |                                                                                     |                                                                                     |                                                                           |                                                                           |                                                                           |                                                                           |                                                                                        |                                                                                        |                                                                                        |                                                                                        | | | | | | | | | | | | | | | | | | | | |                                                |                                                |  |  |  |  |  |  |  |  |  |  |  |  |  |  |  |  |  |  |  |  |  |  |  |  |  |  |
| | | | | | |                                                                                     |                                                                                     |                                                                           |                                                                           |                                                                           |                                                                           |                                                                                        |                                                                                        |                                                                                        |                                                                                        | | | | | | | | | | | | | | | | | | | | |                                                |                                                |  |  |  |  |  |  |  |  |  |  |  |  |  |  |  |  |  |  |  |  |  |  |  |  |  |  |
| Charlotte de La Marck (1574†1594) Duchesse de Bouillon Dame de Sedan ∞ Henri de La Tour d'Auvergne (1555†1623) Prince de Sedan                                          | | | | | |                                                                                     |                                                                                     |                                                                           |                                                                           |                                                                           |                                                                           |                                                                                        |                                                                                        |                                                                                        |                                                                                        | | | | | | | | | | | | | | | | | | | | |                                                |                                                |  |  |  |  |  |  |  |  |  |  |  |  |  |  |  |  |  |  |  |  |  |  |  |  |  |  |

Source(de) « http://www.arenbergcenter.com », II, von Arenberg - von der Marck (Auszug) (consulté le 29 novembre 2010)

## Armorial

Armoiries de la maison de La Marck
Armoiries d'Engelbert de Clèves, comte de Nevers
Armoiries de certains comtes et ducs de Clèves de la maison de La Marck
Armoiries des comtes et ducs de Nevers et de Rethel de la maison de La Marck
Armoiries des princes de Sedan